# Иодид иттербия(II)
Иодид иттербия(II) — бинарное неорганическое соединение,
соль иттербия и иодистоводородной кислоте с формулой YbI2.
жёлтые кристаллы,
растворяется в воде с разложением,
образует кристаллогидраты.

## Получение
- Разложение иодида иттербия(III) при нагревании в вакууме:

{\displaystyle {\mathsf {2YbI_{3}\ {\xrightarrow {300-400^{o}C}}\ 2YbI_{2}+I_{2}}}}
- Восстановление иодида иттербия(III) избытком металлического иттербия в вакууме:

{\displaystyle {\mathsf {2YbI_{3}+Yb\ {\xrightarrow {800-900^{o}C}}\ 3YbI_{2}}}}
- Восстановление иодида иттербия(III) водородом в присутствии иодоводорода:

{\displaystyle {\mathsf {2YbI_{3}+H_{2}\ {\xrightarrow {400-700^{o}C}}\ 2YbI_{2}+2HI}}}
- Реакция иттербия и иодида аммония в жидком аммиаке:

{\displaystyle {\mathsf {Yb+2NH_{4}I\ {\xrightarrow {-78^{o}C}}\ 3YbI_{2}+2NH_{3}+H_{2}}}}

## Физические свойства
Иодид иттербия(II) образует жёлтые кристаллы 
тригональной сингонии, 
пространственная группа R 3m1, параметры ячейки a = 0,448 нм, c = 0,696 нм, при выращивании в условиях Т>500°С.
При выращивании при температуре ниже 200°С образуются кристаллы
кубической сингонии, 
параметры ячейки a = 0,4403 нм.
Возгоняется при нагревании в вакууме при 200 °C.
Образует кристаллогидраты:
- YbI2•H2O, ромбическая сингония, параметры ячейки a = 1,6012 нм, b = 0,8140 нм, c = 0,45080 нм;
- YbI2•2H2O, ромбическая сингония, параметры ячейки a = 1,3037 нм, b = 1,0467 нм, c = 0,4513 нм;